# 揚·庫姆
揚·庫姆（英語：Jan Koum，1976年2月24日—），出生名揚·鮑里索維奇·庫姆（烏克蘭語：Ян Борисович Кум，羅馬化：Yan Borisovich Kum），烏克蘭裔美國商人、電腦工程師與億萬富翁，即時通訊應用程式WhatsApp的共同創辦人兼前行政總裁。根據2022年5月《福布斯》公佈的數據，庫姆的淨資產達99億美元，排在世界富豪榜的第194位，他同時在2014年以75億美元的淨資產進入福布斯前400名美國富豪榜的第62位，是當年排名最高的新進榜人士。

## 早年生活
庫姆在1976年2月24日出生於時屬蘇聯加盟國的烏克蘭基輔，並在鄰近的法斯蒂夫長大。1992年，16歲的他隨其母親和祖母移居美國加利福尼亞州山景城，一項社會支持計劃幫助這一家人在該地獲得一套小型的兩居室公寓。庫姆的父親原先打算在不久之後搬到美國，但由此至終因故而未離開過烏克蘭，並在1997年去世。庫姆和他的母親一直與其父親保持聯繫，直到他去世為止。

## 生涯
在18歲時，庫姆開始對編程產生興趣，並在入讀聖荷西州立大學的同時在安永會計師事務所擔任安全測試員。他還加入了一個在1996年創立的電腦安全智庫w00w00，在那裡遇到未來共同創立Napster的肖恩·范寧和喬丹·瑞特。1997年，庫姆在安永遇到布萊恩·阿克頓。同年下旬，庫姆被雅虎聘為基礎架構工程師，不久之後便毅然輟學。在接下來的九年裡，庫姆和阿克頓一同共事於雅虎。在2007年9月，他們一同辭職並休了一年假，環遊南美洲，還嘗試玩終極飛盤，隨後兩人向Facebook求職但都被拒絕。
2009年1月，庫姆買了一台iPhone，意識到當時只推出了七個月的App Store將催生一個全新的應用程式產業，他為此拜訪其朋友亞歷克斯·菲什曼（Alex Fishman） ，一起討論關於應用程式的想法，兩人聊了幾個小時。庫姆幾乎立即想到WhatsApp這個名字，因為它的發音與「怎麼啦？」（What's up?）相近。一週後，在其33歲生日的那天，他在加利福尼亞州成立了WhatsApp公司（WhatsApp Inc.）。WhatsApp最初受眾有限，但在2009年6月蘋果公司為應用程式添加推送通知功能，以及庫姆將WhatsApp更改成在收到消息時會ping用戶後，情況才開始轉變。不久之後，庫姆和菲什曼的俄羅斯朋友開始使用它作信息傳遞軟件，取代了簡訊。該應用程式隨後有了龐大的用戶群，他說服當時失業的阿克頓加入WhatsApp，後者向公司投了25萬美元的種子基金後被授予共同創辦人身份。
2014年2月9日，馬克·扎克伯格請庫姆在他家共進晚餐，並正式向他提出加入Facebook董事會的邀請，十天後，Facebook宣布以190億美金的價格收購WhatsApp。2016年上半年，庫姆出售他價值超過24億美元的Facebook股票，約佔其總持股量的一半。兩年後的4月，庫姆宣布因與Facebook存在分歧而離開自己一手創辦的WhatsApp，同時辭去Facebook董事會的職務。一眾傳媒原先估計其總值10億美金的Facebook既得股票會隨著其離開而被沒收，然而幾個月他被發現仍是該公司的正式雇員，且還以「等期休假」（rest and vest）的方式從Facebook手中獲得4.5億美金的股票。

## 慈善工作
2014年，庫姆向FreeBSD基金會捐贈了100萬美金，並向矽谷社區基金會捐獻近5.56億美元。兩年後，他另外向FreeBSD基金會捐贈50萬美金，隨後又分別在2018和2019年捐獻25萬美金。

## 個人生活
庫姆是猶太人，且不喜歡被稱作企業家，他曾發推表示：「下一個叫我企業家的人等著被我的保鏢狠揍一拳吧」。庫姆之所以不喜歡以企業家自居，是因為企業家被賺錢的慾望驅使，而自己只想開發出有用的產品。在2017年，庫姆開始在Facebook上發帖支持美國總統唐納·川普，他在其中一章貼文寫道：「作為在蘇聯長大的人，川普對社會主義失敗的看法實在再正確不過了…」。
1996年2月，庫姆的前女友指控其對自己作出言語及肢體暴力的威脅後，加利福尼亞州聖荷西的州法院對他發出限制令。在2014年10月，庫姆談及限制令時表示：「我為自己的行為感到羞恥，也為我的舉動迫使她（前女友）採取法律行動而感到慚愧」。